# Luka Pintar (literat)
Luka Pintar, slovenski literarni zgodovinar, jezikoslovec, bibliotekar, * 15. oktober 1857, Hotavlje v Poljanski dolini, † 7. december 1915, Ljubljana.

## Življenje in delo
Osnovno šolo je obiskoval v Škofji Loki, gimnazijo pa v Ljubljani. V Gradcu je v letih od 1877 do 1881 študiral klasično filologijo in slavistiko ter bil leta 1883 usposobljen za profesorja latinščine in grščine v nemškem in slovenskem učnem jeziku. Nato je poučeval v gimnaziji v Ljubljani in Novem mestu. Leta 1898 je bil imenovan za skriptorja Deželne študijske knjižnice v Ljubljani (po letu 1919 preimenovana v Državno študijsko knjižnico, danes NUK), od leta 1909 pa tudi njen kustos in direktor. 
Kot sedmošolec je svoje literarne poskuse v verzih in prozi objavljal v Ljubljanskem zvonu pod vzdevkom S. P. H. (Svitoslav Pintar Hotaveljski).
Za Slovensko Talijo je prevedel Körnerjevo dramo Tonica (1880), (COBISS), Frerkingovo burko Prijetno iznenadenje (1886), (COBISS), veseloigri Julija Rosena Nič otrok (1886) in Görlitzovo Popolno ženo (1888). S tem je zaključil svoja leposlovna prizadevanja ter se posvetil slovenskemu jezikoslovju in literarni zgodovini.
Na področju literarne zgodovine se je uveljavil predvsem kot prešernoslovec, skrbel je predvsem za korektno izdajo in komentar poezij. Raziskoval je Prešernovo literarno zapuščino in v Ljubljanskem zvonu predvsem od leta 1889 objavljal vsebinske in filološke analize ter komentarje k njegovim pesmim. V slovenščino je prevedel tudi nekaj Prešernovih nemških pesnitev. Leta 1900 je pripravil kritično izdajo Prešernovih Poezij. Kot dar založnika Ottomarja Bamberga je leta 1905 za Študijsko knjižnico pridobil Prešernovo rokopisno zapuščino. 
V letih od 1899 do 1907 je urejal Zbornik Slovenska matica. Od 1905 do 1912 je svoje prešernoslovne prispevke objavljal v Ljubljanskem zvonu pod skupnim naslovom Satura. 
Bil je tudi pisec besedil za pesmi skladatelja Benjamina Ipavca: Ob studenci [Glasbeni rokopis]: za en glas in glasovir, 1904 (COBISS).
Bil je eden izmed zbirateljev ljudskega besednega zaklada, ki ga je deloma izročil Maksu Pleteršniku za slovar, deloma pa ga je objavil s potrebnimi razlagami v dveh zbirkah z naslovom Slovarski in besedoslovni paberki. Pisal je jezikoslovne prispevke, na primer o rabi dovršnih in nedovršnih glagolov, največji delež pa je med svojimi jezikoslovnimi članki posvetil razlagi krajevnih imen, med katerimi je mnogo študij in kritik namenil razpravam, ki zadevajo krajevna imena slovenskega dela Koroške. 
Sodeloval je pri vselitvi po potresu leta 1895 razseljene knjižnice v zanjo zgrajene prostore nove Gimnazije Poljane v Ljubljani ter kot ravnatelj skrbel za ponovno ureditev in dostopnost njenega gradiva.

## Uredniško delo
- Poezije doktorja Franceta Prešérna. Ljubljana: I. Kleinmayr & F. Bamberg, 1900. (COBISS), (COBISS)
- Dóktorja Francéta Prešérna poezije. Ljubljana: I. Kleinmayr & F. Bamberg, 1901, 1908, 1914. (COBISS), (COBISS), (COBISS)
- Poezije dóktorja Francéta Prešérna. Ljubljana: I. Kleinmayr & F. Bamberg, 1921, 1923. (COBISS), (COBISS)
- France Prešeren.Deutsche Gedichte. Ljubljana: Kleinmayr & Bamberg, 1901. (COBISS)
- Zbornik znanstvenih in poučnih spisov. Zv. 5. Ljubljana: Slovenska Matica, 1903. (COBISS)